# Kapmås
Kapmås (Chroicocephalus hartlaubii) är en liten kustlevande mås endemisk för sydvästra Afrika.

## Kännetecken

### Utseende
Kapmåsen har en kroppslängd på 36-38 centimeter. Den är huvudsakligen vit med grå ovansida, svarta vingspetsar med tydliga vita "speglar", samt mörkrött på näbb och ben. Under häckningstid har den en mycket svag lavendelgrå huva, men resten av året är den vit. Könen är lika. Ungfågeln har ett brunt band över vingen.
Den skiljer sig från den något större arten gråhuvad mås genom sin tunnare och mörkare näbb, djupare röda ben, blekare huvud och mörka ögon. Unga kapmåsar saknar ett svart ändband på stjärten samt har mörkare ben, vitt huvud och ljusare områden på vingarna.

### Läte
Fågeln är högljudd, särskilt vid häckningskolonierna. Lätet är ett kråkliknande kaaarrh.

## Utbredning och systematik
Fågeln återfinns utmed Atlantkusten från sydvästra Namibia till sydvästra Sydafrika. Den behandlas som monotypisk, det vill säga att den inte delas in i några underarter.

### Släktestillhörighet
Länge placerades merparten av måsarna och trutarna i släktet Larus. Genetiska studier visar dock att arterna i Larus inte är varandras närmaste släktingar. Pons m.fl. (2005) föreslog att Larus bryts upp i ett antal mindre släkten, varvid kapmås placerades i Chroicocephalus. Brittiska British Ornithologists’s Union (BOU) följde efter 2007, amerikanska  American Ornithologists' Union (AOU) i juli 2007 och Sveriges ornitologiska förening 2010. Även de världsledande auktoriteterna Clements m.fl. och International Ornithological Congress IOU har implementerat rekommendationerna in sin taxonomi, dock ännu ej BirdLife International.

## Levnadssätt
Kapmåsen förekommer utmed kusten och ses sällan långt från land. Den är liksom många måsfåglar allätare och kan födosöka vid soptippar liksom vada i grunt vatten efter små byten. Fågeln har anpassat sig till människans närvaro och kan bli väldigt tam nära bebyggelse. Den häckar i kolonier, kring Kapstaden där hälften av världspopulationen finns främst på Robben Island. De vuxna fåglarna flyger till fastlandet för att hitta föda till ungarna, en tur- och returresa på 24 km. 

## Status och hot
Arten har ett stort utbredningsområde och en stor population, och tros öka i antal. Utifrån dessa kriterier kategoriserar IUCN arten som livskraftig (LC).

## Namn
Fågelns vetenskapliga artnamn hedrar Karel Johann Gustav Hartlaub (1814-1900), tysk ornitolog och samlare.